# Lekenbroeder
Een lekenbroeder is een kloosterling die wel de gelofte van de orde waartoe hij behoort, heeft afgelegd doch zonder klerikale wijdingen en met minder verplichtingen ten aanzien van het koorofficie.
De lekenbroeders voeren meestal handenarbeid uit of andere materiële en praktische aangelegenheden. Zo werkten ze bij de Cisterciënzers vooral op de uithoven, de grote 'boerderij-achtige' vestigingen van waaruit men het kloosterlijke grondbezit bewerkte en beheerde.
Vroeger hadden zij actief noch passief stemrecht. In de laatste jaren kregen zij in vele orden en congregaties actief en voor sommige posten ook passief stemrecht.

## Conversi
Een convers (meervoud: conversen of in het Latijn: conversi = bekeerden) is heden ten dage een synoniem voor lekenbroeder geworden.
Oorspronkelijk waren het kerkelijke boetelingen of zij die op latere leeftijd in het klooster traden. Bij de camaldulenzen en later ook de andere monnikenordes waren het lekenbroeders zonder geloften. Vanaf 1200 legden zij wel geloften af, doch namen niet deel aan het koorgebed. Ook bij de bedelorden en in het kerkelijk recht werd de naam synoniem met lekenbroeder.
Ze werden gebruikt voor het wereldse en ruwe werk. Hun zeden waren daarmee vaak in overeenstemming (vechten!), zodat bij de kloosterhervorming in de 15de eeuw de conversen meestal verdwenen.
Bij de monnikenordes bestaat vandaag het streven aan het instituut der conversi nieuwe inhoud te geven.

## Bekende voorbeelden
Willem van Saeftinghe, die meevocht in de Guldensporenslag van 1302 was een lekenbroeder van het klooster Ter Doest. De lekenbroeders van deze abdij waren vooral actief bij het inpolderen van gebieden aan de Noordzee, zowel in het toenmalige Zeeland, zoals Saeftinghe, als in het graafschap Vlaanderen.